# 拉卡然特
拉卡然特（法語：Lacajunte，法語發音：[lakaʒœ̃t]）是法国朗德省的一个市镇，属于蒙德马桑区。

## 地理
拉卡然特（43°35'35"N, 0°25'30"W）面积5.63 平方千米，位于法国新阿基坦大区朗德省，该省份为法国西南部沿海省份，是法國本土面积第二大的省，北起吉倫特省，西临大西洋，南至大西洋比利牛斯省，东临热尔省，东北与洛特-加龍省接壤。
与拉卡然特接壤的市镇（或旧市镇、城区）包括：阿尔布卡沃、菲隆当、潘博、皮约勒卡扎莱、马洛萨讷。

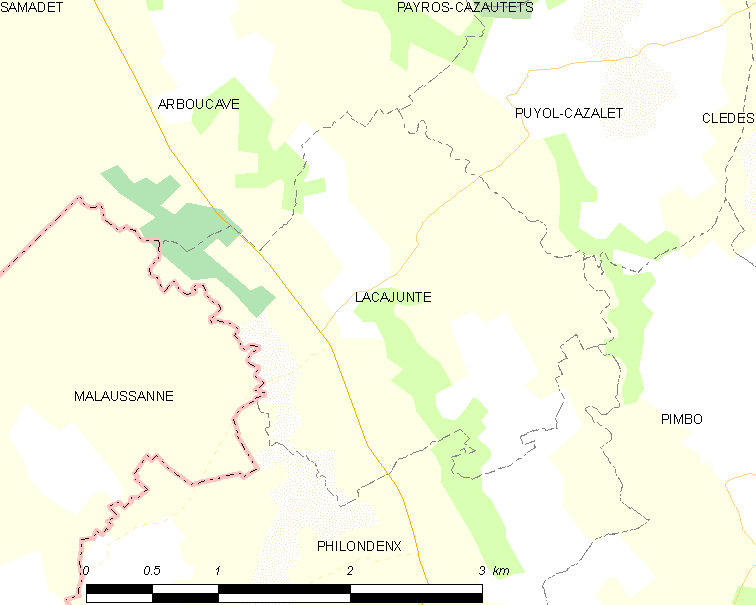
拉卡然特的OSM定位图

拉卡然特的时区为UTC+01:00、UTC+02:00（夏令时）。

## 行政
拉卡然特的邮政编码为40320，INSEE市镇编码为40136。

## 政治
拉卡然特所属的省级选区为沙洛斯-蒂尔桑县。

## 人口

1962-2008年间拉卡然特人口变化图示

拉卡然特于2022年1月1日时的人口数量为148人。